# 帕塔尔迪
帕塔尔迪（Pathardih），是印度贾坎德邦丹巴德县的一个城镇。总人口39527（2001年）。

## 人口
该地2001年总人口39527人，其中男性21844人，女性17683人；0—6岁人口5305人，其中男2815人，女2490人；识字率66.00%，其中男性为76.05%，女性为53.58%。